# St. Leo, Minnesota
St. Leo är en ort i Yellow Medicine County i Minnesota. Vid 2020 års folkräkning hade St. Leo 93 invånare.